# Notodoris

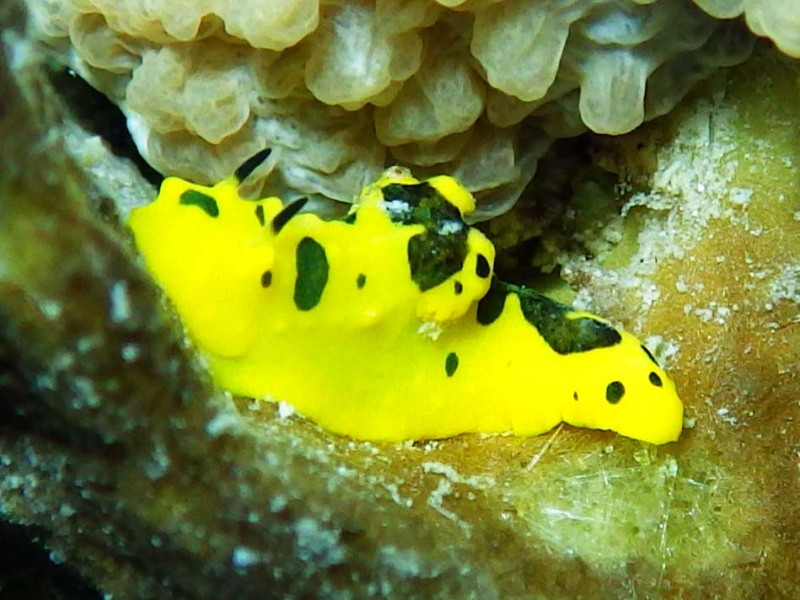
Notodoris gardineri juvenil de 10 mm, isla Lizard, Australia

Notodoris es un género de moluscos nudibranquios de la familia Aegiridae.

## Taxonomía
Fahey y Gosliner (2004) clasificaron el género Notodoris  Bergh, 1875 como sinonimia del género Aegires  Lovén, 1844, 
Moro y Ortea (2015) lo reclasificaron como taxón con entidad propia.

## Morfología
El género se caracteriza por tener el cuerpo alargado, limaciforme y rígido. El notum, o manto, tiene una piel gruesa, endurecida con espículas, y está recubierto de numerosas pústulas irregulares. Los rinóforos son simples, lisos y relativamente pequeños. Las branquias no se pueden retraer bajo el manto, y están protegidas por una elevación formada por tres lóbulos fusionados situados en mitad del cuerpo. Los dientes de la rádula son alargados y tienen dos pequeñas protuberancias en su extremo; en el margen externo de cada fila hay un diente reducido (120 μm), y los que están junto a él son grandes y curvados; los cercanos a los márgenes son de mayor tamaño.
Sus tamaños oscilan de 60 a 100 mm de longitud.

## Reproducción
Son ovíparos y hermafroditas triáulicos, que cuentan con dos aberturas genitales femeninas separadas: oviducto y vagina, y un pene masculino.
Aunque son hermafroditas no pueden autofecundarse, por lo que necesitan, al menos, de otro individuo para procrear. 

## Alimentación
Son predadores carnívoros, alimentándose principalmente de esponjas marinas, como Pericharax heterographis, Leucetta primigenia o Leucetta chagosensis.

## Hábitat y distribución
Estas pequeñas babosas marinas se distribuyen por los océanos Atlántico, incluido el Mediterráneo, Índico, incluido el mar Rojo, Pacífico y Antártico.
Habitan aguas templadas, subtropicales y tropicales, en un rango de profundidad entre 0 y 40 m, más comunes entre 7 y 15 m.
Habitan preferentemente en zonas costeras, en arrecifes de coral, desde áreas intermareales a sustratos más profundos de escombro coralino.  

## Especies
El Registro Mundial de Especies Marinas reconoce las siguientes especies válidas en el género Notodoris:
- Notodoris citrina Bergh, 1875
- Notodoris gardineri Eliot, 1906
- Notodoris lanzarotensis Moro & Ortea, 2015
- Notodoris minor Eliot, 1904
- Notodoris serenae Gosliner & Behrens, 1997

Especie considerada como sinonimia:  
- Notodoris megastigmata Allan, 1932 aceptada como Notodoris gardineri Eliot, 1906

## Galería

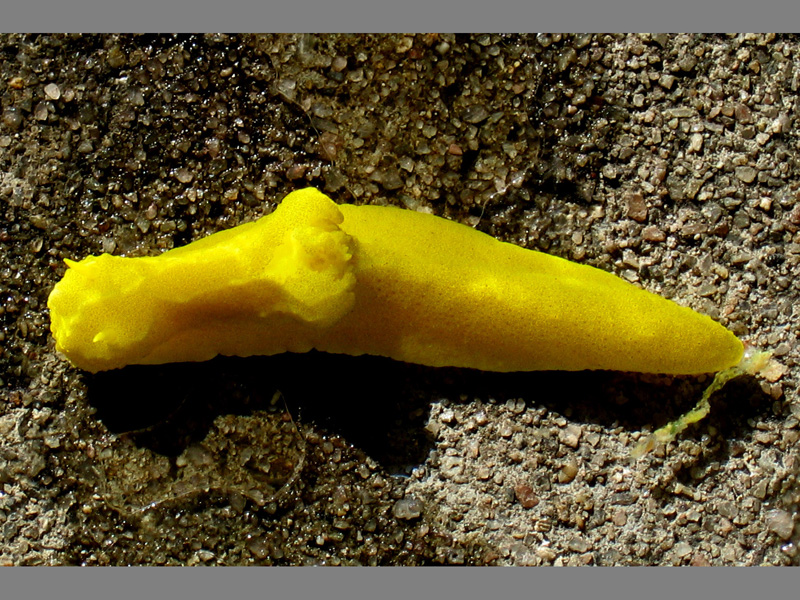
Notodoris citrina
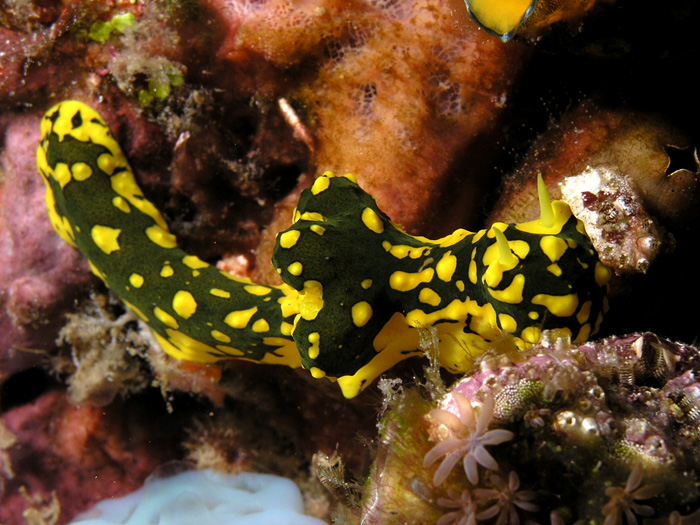
Notodoris gardineri
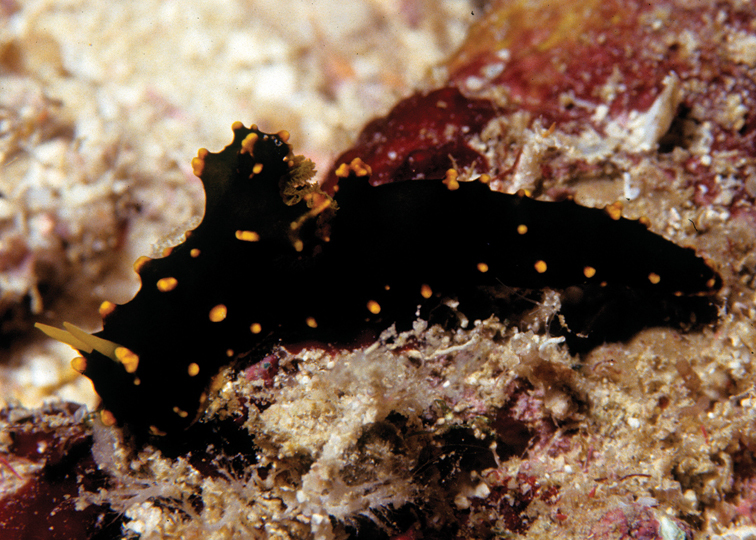
Notodoris gardineri variación negra en Maldivas
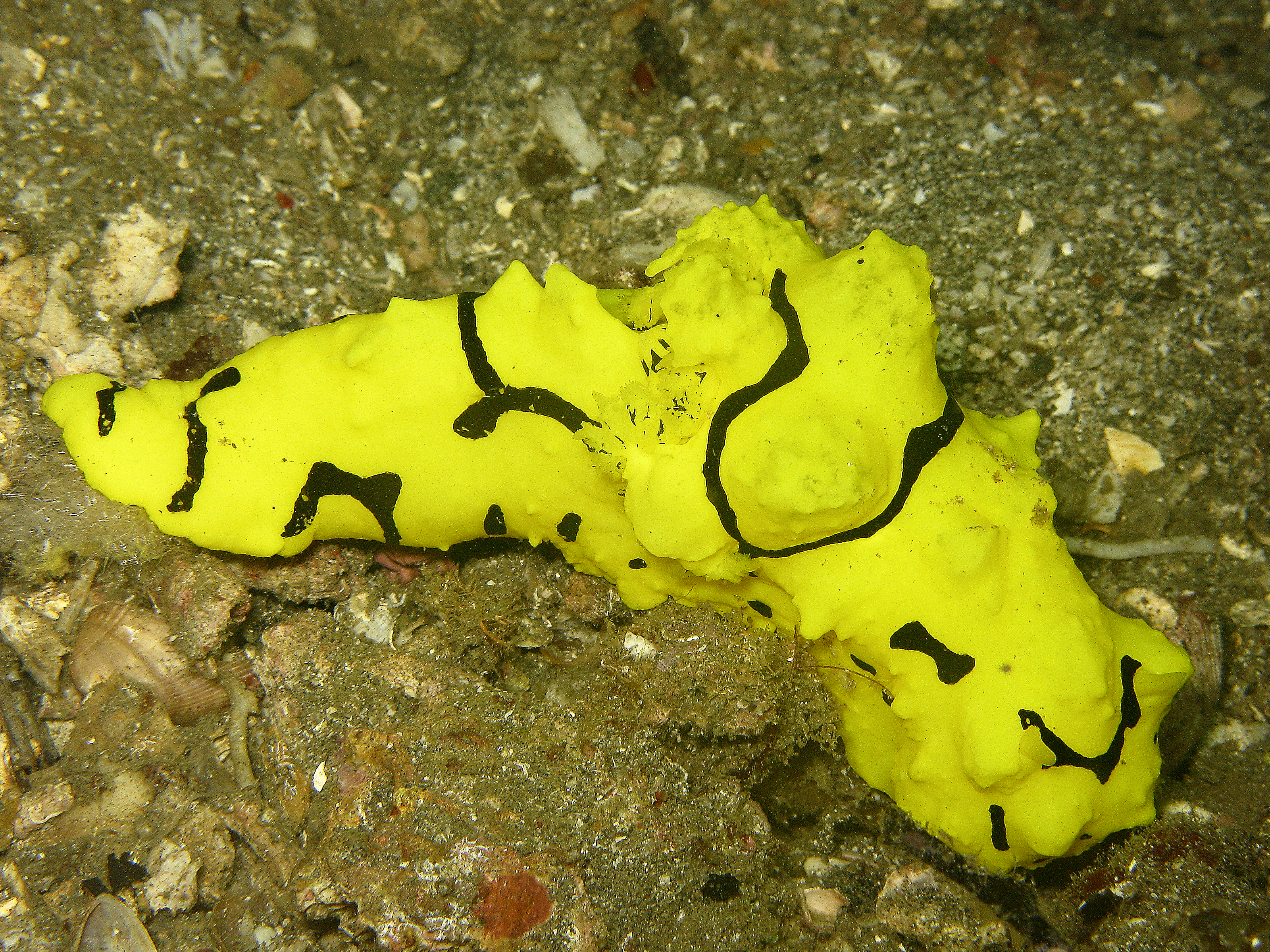
Notodoris minor
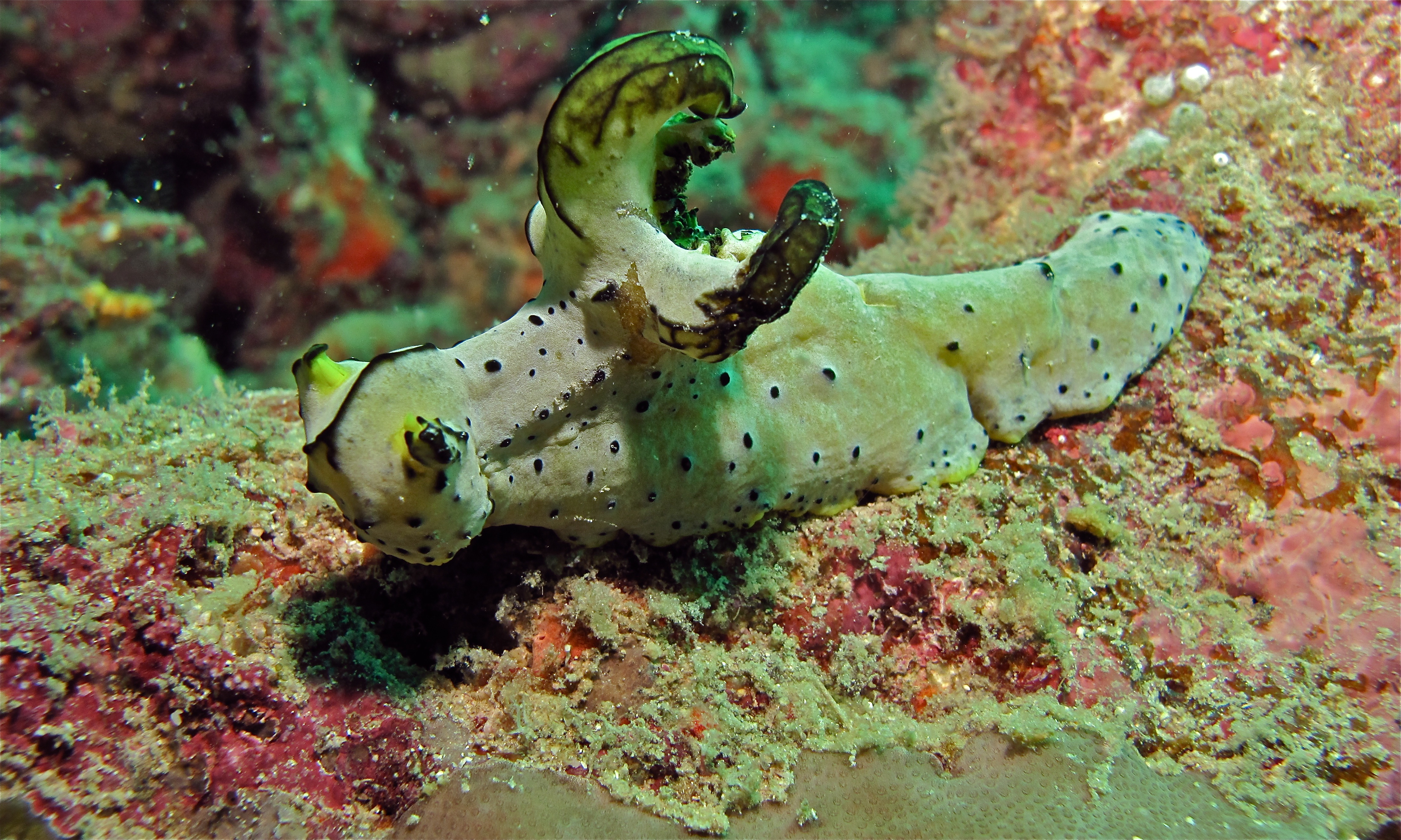
Notodoris serenae
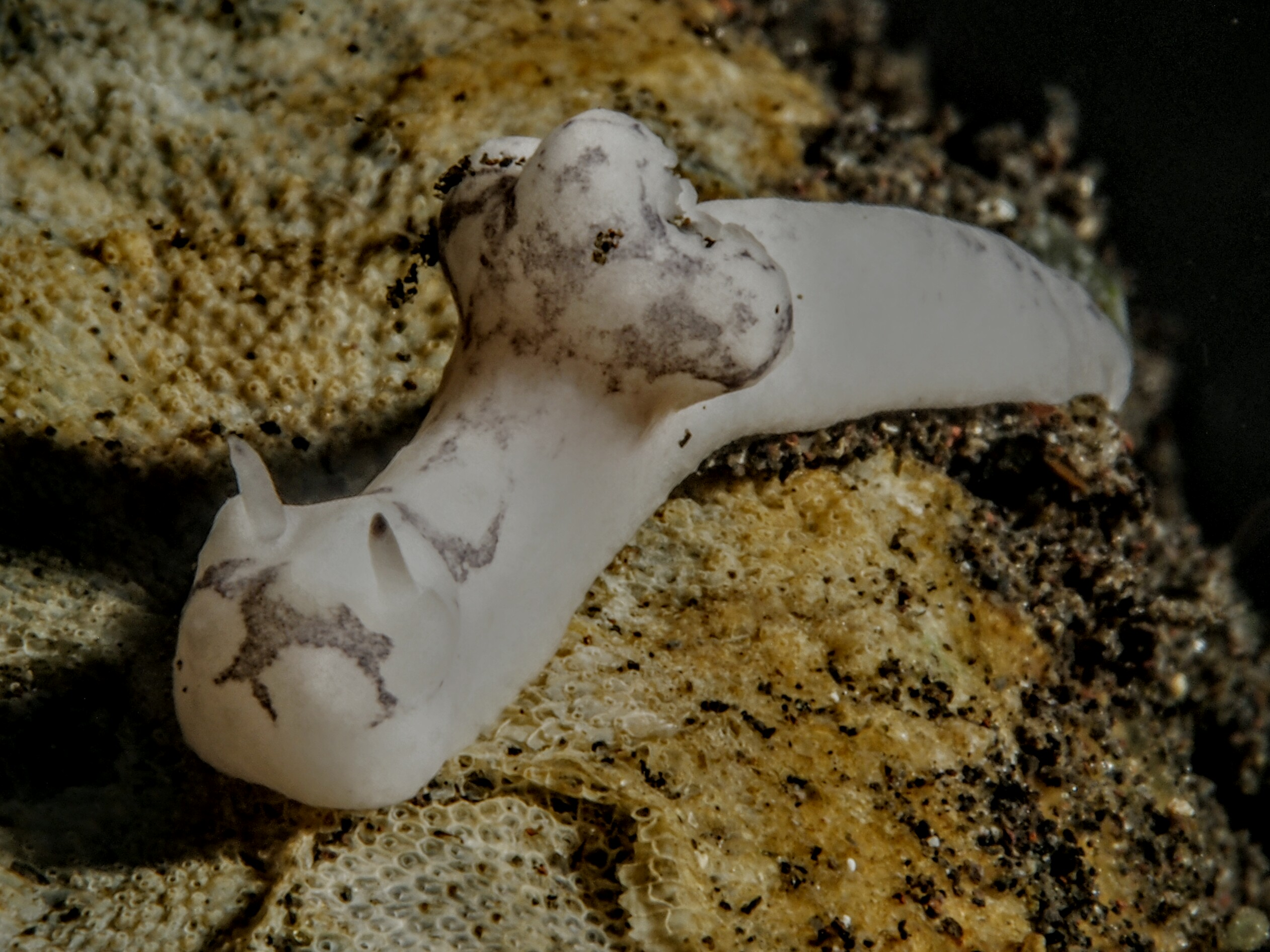
Notodoris sp.